# Haden (motocicleta)
A.H. Haden Motorcycles fou un fabricant de motocicletes britànic amb seu a Birmingham. George Joseph Haden va començar com a fabricant de bicicletes a Hockley (Birmingham) a finals de la dècada del 1880, després de la introducció de l'anomenada aleshores "bicicleta de seguretat". El negoci va passar al seu fill Alfred Hamlet Haden, qui va continuar fabricant bicicletes des del 1902 fins al 1912. Cap al 1906, Haden va començar a fabricar motocicletes i s'hi va dedicar amb més intensitat poc abans de la Primera Guerra Mundial, després d'haver comprat l'empresa de motocicletes Regal el 1913.
Cal no confondre la marca de motocicletes Haden amb la motocicleta Hayden de curta durada, produïda per l'empresa Kynochs de Birmingham només durant el 1904 per a F. Hayden, de Cheltenham.

## Història

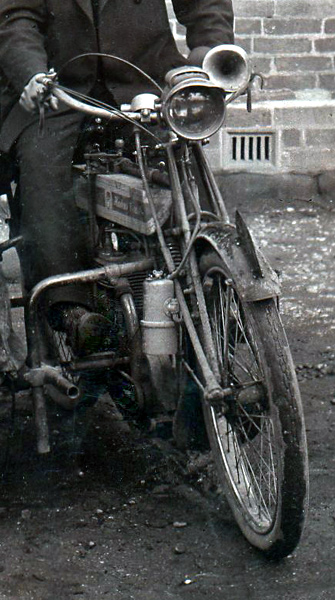
Una Haden primerenca (possiblement un prototip de pre-producció ca. 1906-1909) amb sidecar, conduïda per A. H. Haden

La marca Haden, amb una llarga història al darrere, va ser especialment coneguda entre el 1912 i el 1924. El seu model principal de motocicleta es va comercialitzar com a "New Comet". La moto duia peces de Villiers, PeCo, JAP, Precision i Climax i va participar al TT de l'illa de Man el 1920, amb el resultat d'un desè lloc final, i el 1921. La New Comet es va deixar de fabricar el 1924, però el 1931 se'n va produir un reduït nombre d'unitats equipades amb motors Villiers de 198 cc. La moto va rebre probablement el nom de "New Comet" per tal de distingir-la de la ja existent "Comet" (produïda per Comet Motor Works a New Cross, Londres, del 1902 al 1907. És possible que A. H. Haden n'hagués comprat els drets als propietaris).
Els fills d'Alfred, Donald William Haden i Denis Howard Haden, es van fer càrrec del negoci d'ençà de 1937. La societat va esdevenir Haden Bros. i va fabricar peces de tancs per als militars durant la Segona Guerra Mundial. Acabada de la guerra, Haden Bros. va continuar sent coneguda per la fabricació de peces per a bicicletes i motocicletes, unes peces que varen vendre a tot el món des del 1954 fins al 2002, quan la companyia va plegar a causa de la competència a l'estranger. Denis Howard Haden va fundar la seva pròpia empresa independent D.H. Haden Ltd. per a fabricar bullidors elèctrics.
Les úniques motos Haden supervivents de què es té notícia són totes models de dos temps de 347 cc.
El Vintage Motorcycle Club de Burton upon Trent (Staffordshire) disposa d'un arxiu consultable de recerca i documentació original sobre la fabricació de les motocicletes New Comet.